# Køge Bugt
Køge Bugt er en bugt placeret ud for Østsjælland i et indhug mellem Avedøre i nord og halvøen Stevns i syd og med den gamle købstad Køge liggende centralt i bunden af bugten.
Langs bugten er der en række lange sandstrande og relativt gode fiskemuligheder. Specielt området nord for Køge, mod Jersie, Solrød Strand og ud for Ishøj er store dele af strækningen ud mod Køge Bugt forsynet med store strandområder, hvoraf flere af områderne er udbygget med kunstigt anlagte strandrevler. I den nordlige del af bugten udfor kysten ved Brøndby Strand, Vallensbæk og Ishøj er der anlagt en stor kunstig strand Køge Bugt Strandpark.
Bugtens samlede areal udgør 500 km2 og den har en middeldybde på omkring 10 meter. Dens knap så saltholdige vand med en saltprocent på kun omkring 1 procent betyder, at den har et noget anderledes havliv end i Kattegat.
Bugten er blandt andet kendt for Søslaget i Øresund (de) i 1427, der strakte sig hertil og hvor en unionsflåde vandt en knusende sejr over Hanseforbundet (med endelig fredsslutning ved Freden i Vordingborg (1435)) - Søslaget i Køge Bugt i 1677 og Søslaget i Køge Bugt (1710).
55°31′02″N 12°18′35″Ø / 55.517252°N 12.30982°Ø